# Кирквуд, Лэнгли
Лэнгли Кирквуд (англ. Langley Kirkwood; род. 14 апреля 1973, Бромли, Лондон, Великобритания) — южноафриканский актёр английского происхождения. В 2019 году получил одну из центральных ролей в телесериале «Воин». Является триатлетом. В 2011 и 2012 годах принимал участие в соревновании Ironman в Южно-Африканской Республике.
С 2002 по 2012 год Кирквуд был женат на южноафриканской фотомодели Джози Борейн. В этом браке родились две дочери, Феникс и Уиллоу, и сын Питер-Рэйвен.

## Фильмография
| Год       |    | Русское название        | Оригинальное название  | Роль                                         |
| --------- | -- | ----------------------- | ---------------------- | -------------------------------------------- |
| 2003      | ф  | Похититель костей       | The Bone Snatcher      | Пол                                          |
| 2004      | тф | Копи царя Соломона      | King Solomon's Mines   | Сергей                                       |
| 2004      | тф | Дракула 3000            | Dracula 3000           | граф Орлок                                   |
| 2005      | с  | Бермудский треугольник  | The Triangle           | Билл Грейнджер                               |
| 2006      | ф  | Наёмники                | Mercenary for Justice  | Крюгер                                       |
| 2008      | с  | Поколение убийц         | Generation Kill        | сержант Стивен Лоуэлл                        |
| 2009      | ф  | Конец игры              | Endgame                | Джек Сворт                                   |
| 2009      | ф  | Непокорённый            | Invictus               | Джордж, телохранитель президента             |
| 2012      | ф  | Судья Дредд 3D          | Dredd                  | судья Лекс                                   |
| 2013      | ф  | Смертельная гонка 3: Ад | Death Race 3: Inferno  | доктор Клейн                                 |
| 2013      | тф | Челленджер              | The Challenger         | инженер по авионике                          |
| 2014      | ф  | Спасение                | The Salvation          | мужчина с бородой                            |
| 2014      | ф  | Сын Божий               | Son of God             | царь Давид                                   |
| 2014      | с  | Чёрные паруса           | Black Sails            | капитан Дефед Брайсон                        |
| 2014—2015 | с  | Доминион                | Dominion               | Джип Хэнсон                                  |
| 2015      | с  | Банши                   | Banshee                | полковник морской пехоты Дуглас Стоу         |
| 2017      | с  | Улов                    | The Catch              | Тео Таскер                                   |
| 2018      | ф  | Миа и белый лев         | Mia and the White Lion | Джон Оуэн                                    |
| 2019—2020 | с  | Воин                    | Warrior                | Уолтер Бакли, заместитель мэра Сан-Франциско |
| 2021      | ф  | Мавританец              | The Mauritanian        | сержант С. Сэндз                             |